# Kyōko Kishida
Pour les articles homonymes, voir Kishida.
Kyōko Kishida (岸田今日子, Kishida Kyōko), née le 29 avril 1930 et morte le 17 décembre 2006, est une actrice japonaise et écrivain de livres pour enfants.

## Biographie
Kyōko Kishida est la seconde fille de l'écrivain Kunio Kishida, sa sœur aînée est la poétesse Eriko Kishida (ja) et l'acteur Shin Kishida est son cousin. Elle a été mariée à l'acteur Noboru Nakaya (ja) de 1954 à 1978, date de leur divorce,.
En 1950, alors âgée de vingt ans, Kyōko Kishida rejoint la compagnie de théâtre Bungaku-za fondée par son père et se fait remarquer en 1960 dans le rôle de Salomé, dans une adaptation par Yukio Mishima de la tragédie d'Oscar Wilde.
Au cinéma, elle tient son premier rôle significatif dans Tendre et folle adolescence de Kon Ichikawa en 1960, la première de ses douze collaborations avec le réalisateur. On la retrouve aussi dans le 3e volet de La Condition de l'homme (1961) de Masaki Kobayashi, dans les Contes cruels du Bushido de Tadashi Imai (1963) ainsi que dans le dernier film de Yasujirō Ozu, Le Goût du saké (1962).
Kyōko Kishida tient les premiers rôles en 1964, dans La Femme des sables de Hiroshi Teshigahara et dans Passion de Yasuzō Masumura. Elle tourne dans près de 80 films entre 1956 et 2006. Elle meurt le 17 décembre 2006 à Tokyo, des suites d'une tumeur au cerveau, à l'âge de 76 ans,.

## Filmographie

### Cinéma

#### Années 1950
- 1956 : Hanayome no tameiki (花嫁のため息?) de Keigo Kimura : Fumiko
- 1958 : Un homme audacieux (不敵な男, Futeki na otoko?) de Yasuzō Masumura : Sakie
- 1958 : Kyōkatsu (恐喝?) de Kōzō Saeki
- 1958 : La Saison des mauvaises femmes (悪女の季節, Akujo no kisetsu?) de Minoru Shibuya : Yoshimi Hayakawa
- 1959 : Gurama-tō no yūwaku (グラマ島の誘惑?) de Yūzō Kawashima : Sumiko Tsuboi
- 1959 : Fubuki to tomo ni kieyukinu (吹雪と共に消えゆきぬ?) de Keigo Kimura
- 1959 : Pèlerinage nocturne (暗夜行路, An'ya kōro?) de Shirō Toyoda : une prostituée

#### Années 1960
- 1960 : Histoire singulière à l'est du fleuve (濹東綺譚, Bokutō kitan?) de Shirō Toyoda : Teruko
- 1960 : Nami no tō (波の搭?) de Noboru Nakamura
- 1960 : Tendre et folle adolescence (おとうと, Otōto?) de Kon Ichikawa : Mme Tanuma
- 1960 : Minagoroshi no uta yori: Kenjū yo saraba (みな殺しの歌より 拳銃よさらば?) d'Eizo Sugawa : Sally
- 1961 : La Prière du soldat (人間の条件 完結篇 第五部死の脱出、第六部曠野の彷徨?) de Masaki Kobayashi : Ryūko
- 1961 : Les Lumières du port (あれが港の灯だ, Arega minato no hi da?) de Tadashi Imai
- 1961 : Dix femmes en noir (黒い十人の女, Kuroi jūnin no onna?) de Kon Ichikawa : Sayoko Gotō
- 1961 : Histoire du Tokyo nocturne (東京夜話, Tōkyō yawa?) de Shirō Toyoda : Ranko
- 1961 : Ai to honoho to (愛と炎と?) d'Eizo Sugawa : une geisha
- 1961 : Onna no tsurihashi (女のつり橋?) de Keigo Kimura : Toshiko (épisode 1)
- 1962 : Onna wa yogiri ni nureteiru (女は夜霧に濡れている?) de Yoshio Inoue : Yoshiko Hoshino
- 1962 : Kiri no minato no akai hana (霧の港の赤い花?) de Shinji Murayama
- 1962 : Le Serment rompu (破戒, Hakai?) de Kon Ichikawa : la femme d'Inoko
- 1962 : Les Larmes sur la crinière du lion (涙を、獅子のたて髪に, Namida o shishi no tategami ni?) de Masahiro Shinoda : Reiko Matsudaira
- 1962 : Le Goût du saké (秋刀魚の味, Sanma no aji?) de Yasujirō Ozu : 'Kaoru' no Madame
- 1962 : J'ai deux ans (私は二歳, Watashi wa nisai?) de Kon Ichikawa : une amie de Chiyo
- 1962 : Le Secret du ninja (忍びの者, Shinobi no mono?) de Satsuo Yamamoto : Inone
- 1963 : Contes cruels du Bushido (武士道残酷物語, Bushidō zankoku monogatari?) de Tadashi Imai : Lady Hagi
- 1963 : Miren (みれん?) de Yasuki Chiba : Yuki Kosugi
- 1964 : Otoko girai (男嫌い?) de Ryō Kinoshita : Utako Takamura
- 1964 : La Femme des sables (砂の女, Suna no onna?) de Hiroshi Teshigahara : la femme
- 1964 : Le mari était là (「女の小箱」より 夫が見た, Otto ga mita 'Onna no kobako' yori?) de Yasuzō Masumura : Yoko Saijyo
- 1964 : Kon'nichiwa akachan (こんにちは赤ちゃん?) de Shūe Matsubayashi : Okiyama
- 1964 : La Veuve joyeuse (喜劇 陽気な未亡人, Kigeki yōki-na mibōjin?) de Shirō Toyoda : Oryō
- 1964 : Aku no monshō (悪の紋章?) de Hiromichi Horikawa : Mitsue Takazawa
- 1964 : Passion (卍, Manji?) de Yasuzō Masumura : Sonoko Kakiuchi
- 1965 : Nikutai no gakkō (肉体の学校?) de Ryō Kinoshita : Taeko Asano
- 1965 : Les Malfaisants (悪党, Akutō?) de Kaneto Shindō : Kanze
- 1966 : Courant chaud (暖流, Danryū?) de Yoshitarō Nomura : Mikie Shima
- 1966 : Le Visage d'un autre (他人の顔, Tanin no kao?) de Hiroshi Teshigahara : infirmière
- 1967 : Ō-oku maruhi monogatari (大奥（秘）物語?) de Sadao Nakajima
- 1968 : Le Moment du doute (不信のとき, Fushin no toki?) de Tadashi Imai : Chizuko Mochizuki
- 1969 : Corps féminins (女体, Jotai?) de Yasuzō Masumura : Akie

#### Années 1970
- 1970 : La Guerre et les Hommes I (戦争と人間 第一部 運命の序曲, Sensō to nigen I: Unmei no jokyoku?) de Satsuo Yamamoto
- 1971 : Une femme nommée En (婉という女, En toiu onna?) de Tadashi Imai
- 1971 : La Guerre et les Hommes II (戦争と人間 第二部 愛と悲しみの山河, Sensō to ningen II: Ai to kanashimino sanga?) de Satsuo Yamamoto
- 1972 : Voyage solitaire (旅の重さ, Tabi no omosa?) de Kōichi Saitō : Mama
- 1974 : La Fin du monde d'après Nostradamus (ノストラダムスの大予言 Catastrophe-1999, Nosutoradamusu no daiyogen?) de Toshio Masuda : narratrice
- 1976 : Le Complot de la famille Inugami (犬神家の一族, Inugami-ke no ichizoku?) de Kon Ichikawa : professeur de koto
- 1977 : Utamaro (歌麿 夢と知りせば, Utamaro: Yume to shiriseba?) d'Akio Jissōji : Ochika
- 1977 : Inugami no tatari (犬神の悪霊?) de Shun’ya Itō : Kimiyo Tarumizu
- 1977 : Sugata Sanshiro (姿三四郎?) de Kihachi Okamoto : Omon
- 1977 : Nihon no don: Yabohen (日本の首領 野望篇?) de Sadao Nakajima : Naoko Anekoji
- 1978 : Inubue (犬笛?) de Sadao Nakajima : narratrice
- 1979 : L'Enfer (地獄, Jigoku?) de Tatsumi Kumashiro : Shima Ikegata
- 1979 : Nichiren (日蓮?) de Noboru Nakamura : Umegiku

#### Années 1980
- 1980 : Terra e... (地球へ...?) de Hideo Onchi : grand-mère (voix)
- 1982 : Félicitations pour les sept ans de cet enfant (この子の七つのお祝に, Kono ko no nanatsu no oiwai ni?) de Yasuzō Masumura : Mayumi
- 1983 : Tantei monogatari (探偵物語?) de Kichitarō Negishi : Kimie Hasenuma
- 1984 : Seito shokun! (生徒諸君!?) de Katsumi Nishikawa : Michiko Hokujo
- 1985 : Haru no kane (春の鐘?) de Koreyoshi Kurahara : Fusako Ishimoto
- 1986 : Le Palais des fêtes (鹿鳴館, Rokumeikan?) de Kon Ichikawa : marquise Takako
- 1986 : La Mer et le Poison (海と毒薬, Umi to Dokuyaku?) de Kei Kumai : Ohba, infirmière en chef
- 1987 : L'Actrice (映画女優, Eiga joyū?) de Kon Ichikawa : patronne d'auberge à Kyoto
- 1987 : Seishun kakeochi-hen (青春かけおち篇?) de Shingo Matsubara
- 1987 : Let's Gōtoku-ji! (Let's豪徳寺!?) de Yōichi Maeda : Miyabi Gōtokuji
- 1987 : La Vengeance du Samouraï (必殺ＩＶ 恨みはらします, Hissatsu 4: Urami harashimasu?) de Kinji Fukasaku : Benten, chef des assassins
- 1987 : Tokyo Bordello (吉原炎上, Yoshiwara enjo?) de Hideo Gosha : narratrice
- 1987 : La Princesse de la Lune (竹取物語, Taketori monogatari?) de Kon Ichikawa : Kougo
- 1988 : La Grue (つる 鶴, Tsuru?) de Kon Ichikawa : Kichibi
- 1989 : Rikyu (利休?) de Hiroshi Teshigahara : Nene

#### Années 1990
- 1990 : Ten to chi to (天と地と?) de Haruki Kadokawa : dame d'honneur
- 1991 : L'Affaire du meurtre de la légende de Tenga (天河伝説殺人事件, Tenkawa densetsu satsujin jiken?) de Kon Ichikawa : Natsu Minakami
- 1991 : Zodiac Killers (極道追踪) d'Ann Hui : Geisha Miyako
- 1993 : Fusa (その木戸を通って映画, Sono kido o tōtte eiga?) de Kon Ichikawa : Mura
- 1996 : Gakkō no kaidan 2 (学校の怪談２?) de Hideyuki Hirayama : maîtresse d'école
- 1996 : Le Village aux huit tombes (八つ墓村, Yatsu haka mura?) de Kon Ichikawa : Kotake et Koume Tajimi (deux rôles)
- 1997 : Aimer (愛する, Aisuru?) de Kei Kumai : Taeko Kano

#### Années 2000
- 2000 : Shinsengumi (新選組, Shinsengumi?) de Kon Ichikawa : Komano (voix)
- 2000 : Dora-heita (どら平太?) de Kon Ichikawa
- 2001 : Ningen no kuzu (人間の屑?) de Takehiko Nakajima : Okami
- 2001 : Kuroe (クロエ?) de Gō Rijū : femme de ménage
- 2001 : Vengeance à vendre (助太刀屋助六, Sukedachi-ya Sukeroku?) de Kihachi Okamoto : Otome
- 2001 : Sennen no koi: Hikaru Genji monogatari (千年の恋 ひかる源氏物語?) de Tonkō Horikawa
- 2005 : Spring Snow (春の雪, Haru no yuki?) d'Isao Yukisada : grand-mère de Kiyoaki
- 2005 : Onaji tsuki o miteiru (同じ月を見ている?) de Kenta Fukasaku
- 2006 : Wool 100% (ウール100%?) de Mai Tominaga : Ume

### Courts-métrages
- 1956 : Niizuma no negoto (新妻の寝ごと?) de Keigo Kimura
- 1971 : Mūmin
- 1972 : Mūmin
- 1976 : Are wa dare?
- 1978 : Risu no panashi
- 2003 : Jours d'hiver

### Télévision

#### Séries télévisées
- 1964 : Cinépanorama : elle-même
- 1966 : Doyō danwashitsu : elle-même
- 1969 : Mūmin : Moomin (voix)
- 1972 : Mūmin : Moomin (voix)
- 1974 : Kizu darake no tenshi
- 1976 : Akai unmei
- 1978 : Akujo ni tsuite
- 1980 : A un : Kimiko Kadokura
- 1981 : Shin jiken: Waga uta wa hana ichimonme : Shizuko Kosaka
- 1985 : Shoujo ni Nani ga Okotta ka : Azuma Kie
- 1988 : Minasan no okage desu : elle-même
- 1990 : Yonimo kimyō na monogatari
- 1991 : Gottsu e kanji : elle-même / divers personnages
- 1993 : Hacchōbori torimono-banashi
- 1993 : Hōigaku kyōshitsu no jiken file : Ninomiya
- 1993 : Karin
- 1995 : Gokenin Zankurō : la mère de Zankurō
- 1997 : Fukigen na kajitsu
- 1998 : Tokugawa Yoshinobu : Matsushima
- 2002 : Purinsesu Chuchu : Nareshon
- 2003 : Aka chan wo sagase
- 2003 : Boku no mahō tsukai
- 2003 : Dōbutsu no oisha-san : Taka Nishine
- 2004 : Lone Wolf and Cub : narratrice

#### Téléfilms
- 1982 : Rirakkusu: Matsubara Katsumi no nichijō seikatsu : Mme Udagawa
- 1983 : Mazakon-keiji no jikenbo
- 1986 : Fujiko Fujio no Yume Camera
- 1989 : Ōinaru gen'ei : Katsuko Tojyo / Haru Yamafuji
- 1999 : Yakusoku
- 2000 : Jiko
- 2001 : Teradake no hanayome
- 2003 : Yūga na akuji 2: Kyōto kadō iemoto renzoku satsujin
- 2004 : Onna no naka no futatsu no kao : Mme Takigawa
- 2005 : Natsumeke no shokutaku : Kiyo

## Doublage
- 1962 : Human Zoo de Yōji Kuri (voix - film d'animation)
- 1964 : Love de Yōji Kuri (voix - film d'animation)
- 1969 : Les Mille et Une Nuits (千夜一夜物語, Senya Ichiya monogatari?) d'Eiichi Yamamoto : Jaris et Miriam (voix - film d'animation)
- 1981 : Rennyo and His Mother (蓮如とその母, Rennyo to sono haha?) de Kihachirō Kawamoto (voix - film d'animation)
- 1992 : La Princesse endormie (いばら姫またはねむり姫, Ibara hime mata wa nemuri hime?) de Kihachirō Kawamoto (voix - film d'animation)
- 2005 : Le Livre du mort (死者の書, Shisha no sho?) de Kihachirō Kawamoto : narratrice (voix - film d'animation)

## Distinctions
Sauf indication contraire, les informations mentionnées dans cette section peuvent être confirmées par la base de données cinématographiques IMDb,  présente dans la section « Liens externes ».

### Décoration
- Récipiendaire de la médaille au ruban pourpre en 1994

### Récompenses
- 1963 : prix Blue Ribbons de la meilleure actrice dans un second rôle pour Le Serment rompu et Le Goût du saké[4]
- 1963 : prix Mainichi de la meilleure actrice dans un second rôle pour Le Secret du ninja, Le Serment rompu et Le Goût du saké[5]